# Dagsavisen
Dagsavisen est un quotidien norvégien publié à Oslo.

## Histoire
Christian Holtermann Knudsen fonde le journal Vort Arbeide en 1884. Il est rebaptisé Social-Demokraten en 1887 et devient l'organe officiel du Parti travailliste, fondé la même année. Il paraît quotidiennement à partir de 1894 et adopte un nouveau nom, Arbeiderbladet (« Le journal des travailleurs »), en 1923.
Durant la Seconde Guerre mondiale, la parution d'Arbeiderbladet est interrompue par les forces d'occupation allemandes en octobre 1940. Les locaux sont utilisés par la rédaction du journal Fritt Folk, l'organe du Nasjonal Samling, le parti fasciste de Vidkun Quisling. Arbeiderbladet recommence à paraître après la libération du pays en mai 1945.
Le journal se détache progressivement du Parti travailliste dans les années 1990, et il en devient complètement indépendant en 1999, deux ans après avoir adopté le nom Dagsavisen, moins connoté de gauche que Arbeiderbladet.

## Rédacteurs en chef
- 1884-1886 : Christian Holtermann Knudsen
- 1887-1891 : Carl Jeppesen
- 1892-1893 : Christian Holtermann Knudsen
- 1893-1894 : Kristen Cecilius Krøger Johansen
- 1894-1897 : Oscar Nissen
- 1898-1900 : Ludvig Meyer
- 1900-1903 : Anders Buen
- 1903-1906 : Olav Kringen
- 1906-1912 : Carl Jeppesen
- 1912-1918 : Jacob Vidnes
- 1918-1921 : Olav Scheflo
- 1921-1940 : Martin Tranmæl
- 1940-1945 : publication interrompue
- 1945-1949 : Martin Tranmæl
- 1950-1963 : Olav Larssen
- 1963-1974 : Reidar Hirsti
- 1974-1975 : Einar Olsen
- 1975-1991 : Per Brunvand
- 1991-1995 : Arvid Jacobsen
- 1995-2001 : Steinar Hansson
- 2001-2004 : Hilde Haugsgjerd
- 2005-2009 : Carsten Bleness
- depuis 2010 : Arne Strand et Kaia Storvik